# Auflandeteich Groß Bülten-Adenstedt (Naturschutzgebiet)
Der Auflandeteich Groß Bülten-Adenstedt ist ein Naturschutzgebiet in der niedersächsischen Gemeinde Ilsede im Landkreis Peine.
Das Naturschutzgebiet mit dem Kennzeichen NSG BR 059 ist rund 50 Hektar groß. Im Nordwesten grenzt es an das Landschaftsschutzgebiet „Lah“. Das Naturschutzgebiet steht seit dem 15. August 1984 unter Schutz. Zuständige untere Naturschutzbehörde ist der Landkreis Peine.
Das Naturschutzgebiet liegt südwestlich von Peine zwischen den Ilseder Ortsteilen Groß Bülten bzw. Ölsburg und Adenstedt in der Braunschweig-Hildesheimer Lößbörde. Es stellt ein durch Sandabbau entstandenes und später als Erzklärteich genutztes Stillgewässer (→ Auflandeteich Groß Bülten-Adenstedt) mit seinen Uferbereichen unter Schutz. Durch die frühere Nutzung als Auffang- und Absetzbecken für Grubenwasser ist das Gewässer stark verlandet und vielfach nur von geringer Wassertiefe. Schwankende Wasserstände haben zur Bildung ausgedehnter, wechselnasser Schlammflächen in den Uferbereichen geführt. Auf den Schlammflächen siedelt stellenweise lückige Pioniervegetation. Insbesondere im Ostteil des Gewässers sind großflächige und artenreiche Röhrichtbestände zu finden. Hier siedeln teilweise stark gefährdete Pflanzenarten und -gesellschaften. Da der Bodenschlamm salzhaltig ist, sind auch an salzhaltige Standorte angepasste Pflanzen, darunter die Salzteichbinse, zu finden. Die Uferböschung im Norden des Teiches fällt steil ab, so dass sich hier keine Schlammflächen ausbilden konnten. Der Uferbereich wird hier von trockenen, weitgehend naturnahen Ruderalfluren mit Trockenrasenflora geprägt. An die Uferbereiche schließen sich von Gehölzen bestandene Bereiche an, die das Naturschutzgebiet umgeben.
Das Naturschutzgebiet ist ein wichtiges Refugium für Amphibien sowie Wat- und Wasservögel. Weiterhin bieten die das Gewässer umgebende Gehölze und die Röhrichtzonen Singvögeln, darunter dem Fitis, einen geeigneten Lebensraum.
Im Nordosten des Auflandeteichs befinden sich ein Beobachtungsstand und -turm, von dem aus das Gebiet einsehbar ist. Einen Überblick über das Naturschutzgebiet erlaubt auch ein im Nordosten an das Naturschutzgebiet angrenzender Hügel. Ein etwa 300 Meter langer Uferbereich im Nordosten des Gewässers wird von einem Angelverein zum Angeln genutzt. Im Nordwesten und Nordosten grenzt das Naturschutzgebiet an Waldflächen. Ansonsten ist es von intensiv genutzten, landwirtschaftlichen Nutzflächen umgeben. Das Gebiet dient auch der Naherholung.